# Берёзки (Сосновский район)
Берёзки — упразднённый посёлок в Сосновском районе Челябинской области. На момент упразднения входил в состав Краснопольского сельсовета. Исключён из учётных данных в 1995 году.

## География
Располагался восточнее трассы «Обход города Челябинска», на расстоянии примерно 1 км по прямой к востоку от поселка Ключи.

## История
По данным на 1970 год посёлок Берёзки входил в состав Краснопольского сельсовета. В нём располагалась отделение совхоза «Красное поле».
Исключен из учётных данных Постановлением Областной Думы Челябинской области от 21 декабря 1995 года № 307.

## Население
| 1970 | 1977 | 1983 |
| ---- | ---- | ---- |
| 146  | ↘41  | ↘11  |